# Konrad I Rudy
Konrad I Rudy, niem. Konrad der Rote (ur. ok. 922 r.; zm. 10 sierpnia 955 r.) – książę Lotaryngii w latach 944-953, hrabia Speyergau, Wormacji i Nahegau od 935 r., hrabia Frankonii w latach 942-945.
Jego ojcem był Werner V. Nie jest pewne kim była matka. Według jednego poglądu pochodziła z rodu Konradynów, według innego była to Hicha ze Szwabii córka księcia Burcharda II. W 942 Konrad uczestniczył w zawieraniu pokoju w Visé. W uznaniu zasług otrzymał tytuł książęcy. Towarzyszył Ottonowi I w wyprawie do Włoch w 951 r. W czasie powrotu do Niemiec został mianowany zarządcą Pawii. W 953 r. wraz z Ludolfem synem Ottona I wzniecił bunt przeciw bratu monarchy księciu Bawarii Henrykowi I. W 954 r. po klęsce buntu poddał się w Langenzenn koło Fürth. Król Otto I pozbawił go wówczas Lotaryngii, zwracając mu inne dobra.

## Małżeństwo i dzieci
W 947 r. poślubił Ludgardę (zm. 953 r.), córkę króla Ottona I. Jego jedynym synem był Otto I (ur. 948 r.) książę Karyntii.

## Śmierć
Konrad poległ w bitwie nad rzeką Lech. Został pochowany na katedrze w Wormacji. W dniu śmierci Konrada obchodzono w Kościele wspomnienie św. Wawrzyńca. Z tego powodu dla upamiętnienia poległego księcia w okolicach Spiry wybudowano wiele kościołów i kaplic ku czci św. Wawrzyńca.